# Dino Leonetti
Pour les articles homonymes, voir Leonetti.
Dino Leonetti est un dessinateur de bandes dessinées italien, né le 3 mars 1937 à Florence et mort le 24 octobre 2006 à Rome.
Il est principalement connu pour son héroïne Maghella, créée en 1973 pour l'hebdomadaire Menelik avant d'être publié en Italie par Publistrip et en France par Elvifrance.